# Acanthocinus hispanicus
Acanthocinus hispanicus là một loài bọ cánh cứng trong họ Cerambycidae.